# Satz von Gaifman
Der Satz von Gaifman ist ein Satz aus der mathematischen Logik. Er sagt aus, dass alle Sätze der Prädikatenlogik erster Stufe in endlichen, relationalen Strukturen in einem gewissen Sinne nur lokale Aussagen treffen können. Der Satz geht auf Haim Gaifman zurück und stammt aus dem Jahre 1981.

## Einführung
Es sei {\displaystyle L_{I}^{\sigma }} eine relationale Sprache der Prädikatenlogik erster Stufe. Dabei bedeutet relational, dass die Signatur {\displaystyle \sigma } nur aus endlich vielen Relationssymbolen besteht. Modelle bzw. Strukturen dieser Sprache werden {\displaystyle \sigma }-Strukturen genannt.
Ein wichtiges Beispiel ist {\displaystyle \sigma =\{R\}}, wobei {\displaystyle R} ein zweistelliges Relationssymbol ist. Eine {\displaystyle \{R\}}-Struktur ist dann eine Menge {\displaystyle G} mit einer zweistelligen Relation {\displaystyle R^{G}} auf {\displaystyle G} als Interpretation von {\displaystyle R}. Derartige Strukturen sind nichts anderes als Graphen, wobei {\displaystyle R^{G}(a,b)} bedeutet, dass die Knoten {\displaystyle a,b\in G} durch eine Kante verbunden sind.
Die Idee, in Graphen kürzeste Wege zwischen Knoten als Abstände zu verwenden, überträgt man auf allgemeine endliche {\displaystyle \sigma }-Strukturen {\displaystyle {\mathfrak {A}}=(A,I)} mit Universum {\displaystyle A} und Interpretation {\displaystyle I}, indem man zum sogenannten Gaifman-Graphen {\displaystyle G({\mathfrak {A}})} übergeht. Dieser Graph hat die Knotenmenge {\displaystyle A} und zwei verschiedene Knoten {\displaystyle a,b\in A} sind genau dann durch eine Kante verbunden, wenn es eine Relation {\displaystyle R\in \sigma } mit Stelligkeit {\displaystyle s(R)} und Elemente {\displaystyle a_{1},\ldots ,a_{s(R)}\in A} mit {\displaystyle R^{\mathfrak {A}}(a_{1},\ldots ,a_{s(R)})} und {\displaystyle a,b\in \{a_{1},\ldots ,a_{s(R)}\}} gibt, wobei {\displaystyle R^{\mathfrak {A}}} die Interpretation von {\displaystyle R} unter {\displaystyle I} ist. Kurz, {\displaystyle a,b\in A} sind durch eine Kante verbunden, wenn sie in einer Relation zueinander stehen. 
Der Abstand {\displaystyle d(a,b)} ist dann die Länge eines kürzesten Weges von {\displaystyle a} nach {\displaystyle b} im Gaifman-Graphen. Mittels dieses Abstandes kann man dann für {\displaystyle {\vec {a}}:=(a_{1},\ldots ,a_{n})\in A^{n}} und {\displaystyle r\in \mathbb {N} _{0}} wie folgt die r-Kugel um {\displaystyle {\vec {a}}} definieren:
{\displaystyle B_{r}^{\mathfrak {A}}({\vec {a}}):=\{a\in A|\,\min _{i=1,\ldots ,n}d(a_{i},a)\leq r\}=\bigcup _{i=1}^{n}\{a\in A|\,d(a_{i},a)\leq r\}\subset A}.
Beachte dazu, dass weder der Abstand {\displaystyle d}, noch der Vergleich {\displaystyle \leq }, noch die natürliche Zahl r Bestandteil von {\displaystyle L_{I}^{\sigma }} sind. 
Dennoch kann man in {\displaystyle L_{I}^{\sigma }} über den Abstand und die r-Kugeln sprechen. Genauer gibt es  {\displaystyle \sigma }-Formeln {\displaystyle \delta _{r}(x,y)} mit
{\displaystyle d(a,b)\leq r\quad \iff \quad {\mathfrak {A}}\vDash \delta _{r}(a,b)}.
Diese werden rekursiv wie folgt definiert:
{\displaystyle \delta _{0}(x,y)\quad :=\quad x=y}   d. h. Knoten mit Abstand 0 sind gleich.
{\displaystyle \delta _{r+1}(x,y)\quad :=\quad \delta _{r}(x,y)\,\lor \,\exists z(\delta _{r}(x,z)\land (\bigvee _{R\in \sigma }\exists z_{1}\ldots \exists z_{s(R)}(Rz_{1}\ldots z_{s(R)}\land \bigvee _{1\leq i,j\leq s(R)}(z_{i}=z\land z_{j}=y))))}
Wegen der vorausgesetzten Endlichkeit von {\displaystyle \sigma } handelt es sich tatsächlich um  {\displaystyle L_{I}^{\sigma }}-Formeln. Die Definition der Kantenrelation im Gaifman-Graphen zeigt, dass sie das Verlangte leisten. 
Damit hat man auch
{\displaystyle d(a,b)>r\quad \iff \quad {\mathfrak {A}}\vDash \neg \delta _{r}(a,b)}.
Für Variablen {\displaystyle {\vec {x}}:=x_{1},\ldots ,x_{n}} definiere
{\displaystyle \delta _{r}^{n}({\vec {x}},y):=\delta _{r}(x_{1},y)\lor \ldots \lor \delta _{r}(x_{n},y)}.
Offenbar gilt
{\displaystyle b\in B_{r}^{\mathfrak {A}}({\vec {a}})\quad \iff \quad {\mathfrak {A}}\vDash \delta _{r}^{n}({\vec {a}},b)},
das heißt auch über die r-Kugeln kann man in {\displaystyle L_{I}^{\sigma }} sprechen.

## Lokale Sätze
Wir werden lokale Formeln im Wesentlichen dadurch definieren, dass sie in einem hier zu präzisierenden Sinne auf r-Kugeln eingeschränkt sind. Zunächst erklären wir die Relativierung {\displaystyle \varphi ^{B_{r}({\vec {x}})}({\vec {x}},{\vec {y}})} einer Formel {\displaystyle \varphi ({\vec {x}},{\vec {y}})} dadurch, dass wir die in {\displaystyle \varphi ({\vec {x}},{\vec {y}})} auftretenden Quantoren unter Verwendung obiger {\displaystyle \delta _{r}^{n}} entsprechend einschränken, das heißt wir setzen rekursiv
{\displaystyle \varphi ^{B_{r}({\vec {x}})}:=\varphi } falls {\displaystyle \varphi } atomar ist.
{\displaystyle (\neg \varphi )^{B_{r}({\vec {x}})}:=\neg (\varphi ^{B_{r}({\vec {x}})})}
{\displaystyle (\varphi \land \psi )^{B_{r}({\vec {x}})}:=\varphi ^{B_{r}({\vec {x}})}\land \psi ^{B_{r}({\vec {x}})}}   und entsprechend für {\displaystyle \lor ,\rightarrow ,\leftrightarrow }.
{\displaystyle (\exists z\varphi )^{B_{r}({\vec {x}})}:=\exists z(\delta _{r}^{n}({\vec {x}},z)\land \varphi ^{B_{r}({\vec {x}})})}
{\displaystyle (\forall z\varphi )^{B_{r}({\vec {x}})}:=\forall z(\delta _{r}^{n}({\vec {x}},z)\rightarrow \varphi ^{B_{r}({\vec {x}})})}
Das ist eine rekursive Definition über den Formelaufbau der Prädikatenlogik erster Stufe. Die rechten Seiten dieser Definitionen verwenden stets Relativierungen bereits erklärter und einfacher aufgebauter Formeln.
Die Definitionen sind offenbar so angelegt, dass
{\displaystyle {\mathfrak {A}}\vDash \varphi ^{B_{r}({\vec {x}})}({\vec {a}},{\vec {b}})\quad \iff \quad B_{r}({\vec {a}})\vDash \varphi ({\vec {a}},{\vec {b}})},
das heißt {\displaystyle {\mathfrak {A}}} erfüllt die relativierte Formel genau dann, wenn bereits die r-Kugel {\displaystyle B_{r}({\vec {a}})} ein Modell für {\displaystyle \varphi ({\vec {x}},{\vec {y}})} ist. 
Eine Formel heißt nun eine lokale Basisformel, wenn sie die Gestalt
{\displaystyle \exists x_{1}\ldots \exists x_{n}\bigwedge _{1\leq i<j\leq n}(\neg \delta _{2r}(x_{i},x_{j})\land \varphi ^{B_{r}(x_{i})}(x_{i}))}
hat, wobei {\displaystyle \varphi =\varphi (x)} eine Formel erster Stufe ist. Diese Formel drückt also aus, dass es in jedem Model {\displaystyle {\mathfrak {A}}=(A,I)} Elemente {\displaystyle a_{1},\ldots ,a_{n}\in A} gibt, die einen Abstand {\displaystyle >2r} haben, so dass sich die r-Kugeln um die {\displaystyle a_{i}} nicht schneiden, und dass die durch {\displaystyle \varphi } beschriebene Eigenschaft lokal ist, genauer, dass bereits die r-Kugel um jedes Element ein Modell für diese Eigenschaft ist.
Schließlich heißt eine Formel lokal, wenn sie eine boolesche Kombination lokaler Basisformeln ist, das heißt mittels {\displaystyle \neg ,\land ,\lor ,\rightarrow ,\leftrightarrow } aus lokalen Basisformeln zusammengesetzt ist.

## Formulierung des Satzes
Der Satz von Gaifman lautet:
Ist {\displaystyle \sigma } eine endliche relationale Signatur, so ist jeder {\displaystyle L_{I}^{\sigma }}-Satz in endlichen Modellen logisch äquivalent zu einem lokalen Satz.

## Bemerkungen
Ist der Quantorenrang des {\displaystyle L_{I}^{\sigma }}-Satzes {\displaystyle \leq k}, das heißt die maximale Verschachtelungstiefe von Existenz- und Allquantoren in diesem Satz ist maximal {\displaystyle k}, so kann man die r-Kugeln der im Satz von Gaifman auftretenden lokalen Basissätze mit {\displaystyle r\leq 7^{k}} wählen.
Allgemeiner ist jede Formel erster Stufe mit freien Variablen logisch äquivalent zu einer booleschen Kombination aus Formeln der Form {\displaystyle \varphi ^{B_{r}({\vec {x}})}}  und lokalen Sätzen.
Aus dem Satz von Gaifman ergibt sich die Gaifman-Lokalität der Prädikatenlogik erster Stufe. Allerdings ist die Abschätzung {\displaystyle 7^{k}} für das kleinste {\displaystyle r}, das man für die lokalen Basissätze im Satz von Gaifman wählen kann, schwächer als die im unten angegebenen Lehrbuch von Leonid Libkin oder im Artikel zur Gaifman-Lokalität angegebenen Abschätzungen.